# IC 1410
IC 1410 је елиптична галаксија у сазвјежђу Водолија која се налази на листи објеката дубоког неба у Индекс каталогу.
Деклинација објекта је - 2° 53' 59" а ректасцензија 21h 56m 2,1s. Привидна величина (магнитуда) објекта IC 1410 износи 14,9 а фотографска магнитуда 15,9. IC 1410 је још познат и под ознакама NPM1G -03.0616, PGC 1080332.